# Johnstonalia axilliflora
Johnstonalia axilliflora är en brakvedsväxtart som först beskrevs av Marshall Conring Johnston, och fick sitt nu gällande namn av Tortosa. Johnstonalia axilliflora ingår i släktet Johnstonalia och familjen brakvedsväxter. Inga underarter finns listade i Catalogue of Life.